# Układ w Kiejdanach

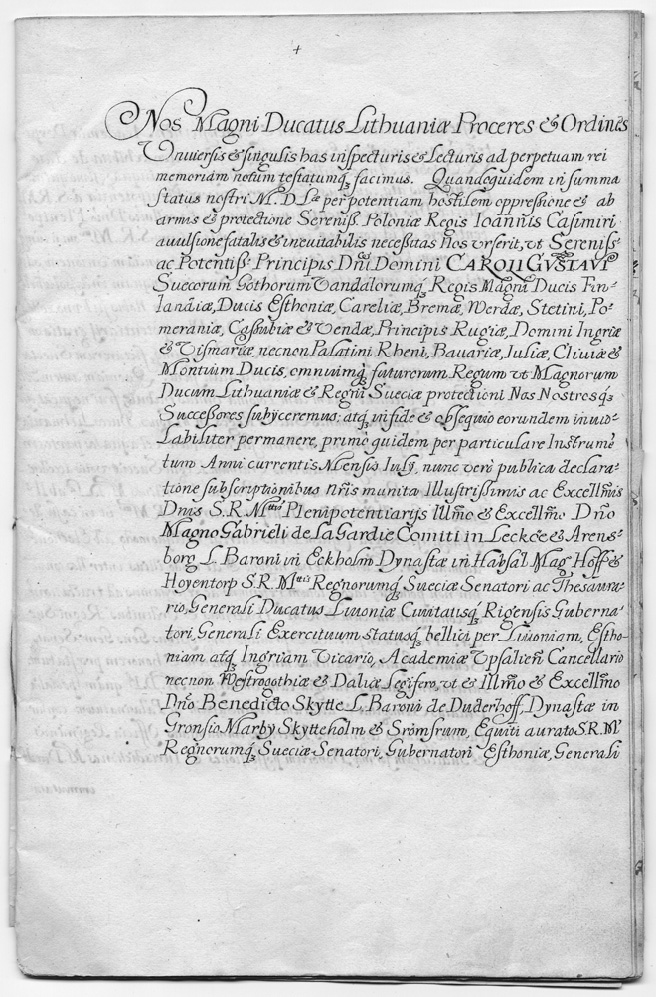
Układ w Kiejdanach

Układ w Kiejdanach (lit. Kėdainių sutartis, zwany także Umową Kiejdańską) – układ, który zawarli 20 października 1655 w Kiejdanach hetman wielki litewski Janusz Radziwiłł i jego kuzyn koniuszy wielki litewski Bogusław Radziwiłł z przedstawicielem króla szwedzkiego Karola X Gustawa Magnusem Gabrielem De la Gardie. Umowa ta poddawała pod protekcję Szwecji całe Wielkie Księstwo Litewskie i wraz z układem w Ujściu (gdzie wojewoda poznański Krzysztof Opaliński i wojewoda kaliski Andrzej Karol Grudziński oddali królowi Szwecji Wielkopolskę) stanowiła faktyczne poddanie Litwy i Wielkopolski Szwecji.
Układ negocjowali posłowie szwedzcy Gustaw Adolf Lewenhaupt i Bengt Skytte. Wobec różnic między stroną szwedzką i litewską 10 sierpnia przybył sam Magnus de la Gardie. Ze strony litewskiej układ podpisało w sumie 1163 osób. m.in.
- hetman wielki litewski Janusz Radziwiłł
- hetman polny litewski Wincenty Aleksander Gosiewski
- biskup żmudzki Piotr Parczewski
- kanonik wileński Jerzy Białłozor (w imieniu biskupa Tyszkiewicza i duchowieństwa kapituły wileńskiej)
- wojewoda wendeński Mikołaj Korff
- kasztelan żmudzki Eustachy Kierdej
- pisarz wielki litewski Jan Mikołaj Stankiewicz
- marszałek lidzki Teofil Rajecki
- marszałek wiłkomierski Jan Mierzeński
- ponad tysiąc szlachty litewskiej